# Vejprty
Vejprty település Csehországban, Chomutovi járásban. Vejprty Kovářská, Loučná pod Klínovcem, Kryštofovy Hamry, Bärenstein, Königswalde és Oberwiesenthal településekkel határos. Lakosainak száma 2776 fő (2024. január 1.).

## Népesség
A település lakosságának változását az alábbi diagram mutatja:
| Lakosok száma | 5471 | 10 039 | 10 422 | 4674 | 3897 | 2950 | 2827 | 2871 | 2695 | 2776 |
|               | 1869 | 1900   | 1921   | 1961 | 1980 | 2011 | 2016 | 2019 | 2021 | 2024 |